# Johann Georg Faust

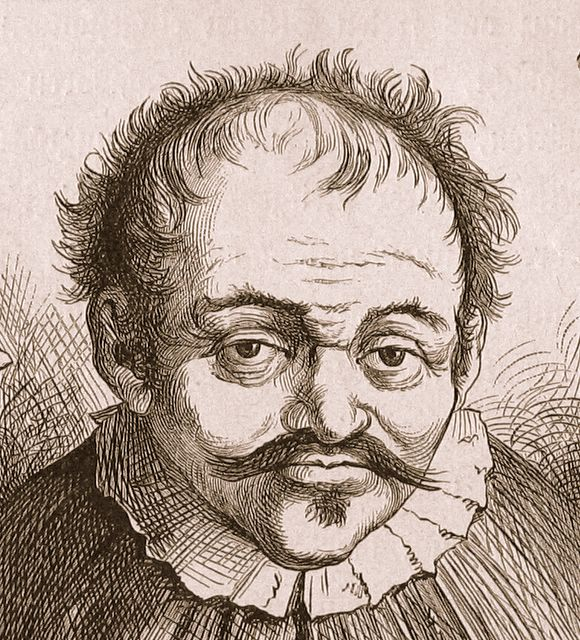
Doktor Faust

Johann Georg Faust (ok. 1480–1536) – według legendy był średniowiecznym magiem, alchemikiem, lekarzem oraz astrologiem.
Urodził się prawdopodobnie w jednym z miasteczek Wirtembergii jako Georg Zabel. Studiów nigdy nie ukończył, chociaż według legendy był studentem Akademii Krakowskiej. Parał się czarną magią, wywołał ducha Heleny Trojańskiej. Będąc w Erfurcie wywołał przed studentami duchy bohaterów Homera. Twierdził, że potrafi odtworzyć zaginione dzieła Plauta i Terencjusza.
Był nielubiany, współcześni posądzali go o kontakty z diabłem, co zresztą sam potwierdzał. Gdziekolwiek się pojawiał, tworzył spektakle niezrozumiałe dla ludzi. Wszyscy się go bali, uważali za dziwaka. W tej sytuacji Faust zaprzedał swoją duszę diabłu. Zginął w Oberży Pod Lwem, w niewyjaśnionych okolicznościach, gdzie znaleziono jego okaleczone zwłoki. Legenda głosi, że właśnie wtedy diabeł upomniał się o jego duszę zabierając ją do piekieł, a martwe ciało Fausta przywarło twarzą do ziemi, nie dając jednocześnie możliwości odwrócenia go ku niebu.

## Nawiązania w kulturze
Doktor Faust stał się bohaterem wielu prac literackich i muzycznych, m.in. Historia doktora Jana Fausta, szeroko okrzyczanego czarnoksiężnika i maga (1587), Ch. Marlowe’a Tragiczne dzieje doktora Fausta (1588), T. Manna Doktor Faustus (1947), opera Ch. Gounoda Faust (1859), legenda dramatyczna H. Berlioza Potępienie Fausta (1846).
Johann Wolfgang von Goethe odwiedził we wrześniu 1790 Kraków i interesował się Faustem. Zwiedzał Collegium Maius i izbę zwaną Alchemią. Pierwsze fragmenty Fausta napisał właśnie w roku swego pobytu w Krakowie. Na wątku Fausta oparty jest też poemat Festus Philipa Jamesa Baileya.